# Battle Born
Battle Born (en español: Nacido en la batalla) es el cuarto álbum de estudio de la banda de rock estadounidense The Killers, publicado el 18 de septiembre de 2012 a través de Vertigo Records. El nombre «Battle Born» aparece en la bandera de Nevada, estado de Estados Unidos y es el nombre del estudio de grabación del grupo donde se grabó la mayor parte del álbum.
Grabado después de una prolongada pausa, la banda trabajó con cinco productores durante la grabación del álbum: Steve Lillywhite, Damian Taylor, Brendan O'Brien, Stuart Price y Daniel Lanois.

## Antecedentes y grabación
Después de anunciar el término de su gira mundial Day & Age en enero de 2010, The Killers afirmaron que se tomarían un receso prolongado. Durante este tiempo, el vocalista Brandon Flowers y el bajista Mark Stoermer lanzaron sus álbumes en solitario los cuales corresponden a Flamingo (2010) y a Another Life (2011) respectivamente, mientras que el baterista, Ronnie Vannucci, comenzó un proyecto paralelo y formó una banda junto a Mt. Desolation llamada Big Talk. Con respecto a la pausa, Brandon Flowers afirmó que "Dave [Keuning] (guitarrista de la banda) necesitaba ver a su hijo y así pasó, así que terminamos saliendo de la banda, haciendo las cosas en solitario y pasando nuestro tiempo a nuestra manera. Y eso fue bueno también, fue una buena experiencia. Definitivamente nos enseñó diferentes formas de ver la música."
En octubre de 2011, la banda puso fin a su receso cuando comenzó a trabajar en su cuarto álbum de estudio. Las sesiones iniciales fueron tensas; Flowers señaló que los miembros del grupo pasaron "alrededor de una semana mirándose las caras unos a otros en un cuarto de grabación". La composición del primer sencillo del álbum, «Runaways», marcó un punto de inflexión en el regreso de la banda. Flowers además añade "esa canción y «Miss Atomic Bomb» fueron la columna vertebral de esta grabación. Me hicieron sentir que íbamos en el camino correcto."
Trabajando en su estudio, Battle Born, ubicado en Las Vegas, Estados Unidos, la banda trabajó con los productores Steve Lillywhite, Damian Taylor, Brendan O'Brien, Stuart Price y Daniel Lanois. Inicialmente, el grupo quería trabajar con un solo productor, sin embargo el calendario previsto se hizo dificultoso para cada una de las partes.
El álbum fue mezclado parcialmente por Alan Moulder, quién también trabajó en los dos primeros álbumes de la banda. El álbum fue certificado con el disco de oro por la Australian Recording Industry Association.

## Lanzamiento
El 7 de junio de 2012, The Killers lanzaron un tráiler del nuevo álbum. El 16 de agosto, la banda anunció la lista de canciones para Battle Born. Battle Born fue lanzado el 17 de septiembre de 2012 en el Reino Unido y el 18 de septiembre del mismo año en Estados Unidos. Para la misma fecha, el álbum también fue lanzado en disco de vinilo.

## Sencillos
El primer sencillo del álbum es «Runaways» y fue transmitida por primera vez en la radio el 10 de julio de 2012. El sencillo se filtró a través de Tumblr sólo unas horas antes de su estreno oficial en las radios. El 23 de octubre fue lanzado su segundo sencillo «Miss Atomic Bomb» producido por Stuart Price. Su tercer sencillo es «Here with Me» lanzado en diciembre de 2012.

## Lista de canciones
Battle Born contiene la primera canción de la banda en un álbum de estudio compuesta por alguien que no es de The Killers. Daniel Lanois, uno de los productores del álbum, participó en la creación de tres canciones mientras que Francis Healy, vocalista de Travis, coescribió «Here with Me»
| N.º | Título                      | Escritor(es)        | Productor(es)               | Duración |  |
| 1.  | «Flesh and Bone»            | The Killers         | Lillywhite, Taylor          | 3:59     |  |
| 2.  | «Runaways»                  | The Killers         | O'Brien, Lillywhite, Taylor | 4:04     |  |
| 3.  | «The Way It Was»            | The Killers, Lanois | O'Brien                     | 3:51     |  |
| 4.  | «Here with Me»              | Flowers, Healy      | O'Brien                     | 4:52     |  |
| 5.  | «A Matter of Time»          | The Killers         | Taylor, Lillywhite          | 4:11     |  |
| 6.  | «Deadlines and Commitments» | The Killers         | Taylor                      | 4:22     |  |
| 7.  | «Miss Atomic Bomb»          | Flowers, Vannucci   | Price                       | 4:53     |  |
| 8.  | «The Rising Tide»           | The Killers         | The Killers                 | 4:17     |  |
| 9.  | «Heart of a Girl»           | The Killers, Lanois | Lillywhite, Lanois          | 4:34     |  |
| 10. | «From Here on Out»          | The Killers         | Lillywhite                  | 2:27     |  |
| 11. | «Be Still»                  | Flowers, Lanois     | Taylor                      | 4:33     |  |
| 12. | «Battle Born»               | The Killers         | Lillywhite                  | 5:13     |  |

| Bonus tracks de la edición deluxe |                                          |                   |                    |          |  |
| N.º                               | Título                                   | Escritor(es)      | Productor(es)      | Duración |  |
| 13.                               | «Carry Me Home»                          | The Killers       | Price              | 3:45     |  |
| 14.                               | «Flesh and Bone» (Jacques Lu Cont Remix) | The Killers       | Lillywhite, Taylor | 5:45     |  |
| 15.                               | «Prize Fighter»                          | Flowers, Vannucci | Lillywhite         | 4:38     |  |

## Personal

### The Killers
- Brandon Flowers — voz principal, sintetizadores
- Dave Keuning — guitarra, coros
- Mark Stoermer — bajo eléctrico, coros
- Ronnie Vannucci — batería, percusión, coros

### Músicos adicionales
- Stuart Price — teclados y programación (canción 7)
- Damian Taylor — teclados y programación (canciones 9 y 12)
- Las Vegas Master Singers — coros (canciones 9 y 12)
- Alissa Fleming — violín (canción 12)
- Jennifer Eriksson — violín (canción 12)

### Personal de grabación
- Steve Lillywhite — productor (canciones 1, 5, 9, 10 y 12), producción adicional (canción 2) y mezcla (canción 9)
- Damian Taylor — productor (canciones 1, 5, 6 y 11), producción adicional (canción 2) y mezcla (canciones 1, 6, 11 y 12)
- Brendan O'Brien — productor, registro (canciones 2, 3 y 4) y mezcla (canción 4)
- Stuart Price — productor y mezcla (canción 7)
- Daniel Lanois — productor (canción 9)
- The Killers — productores (canción 8)
- Robert Root — registro (canciones 1, 2, 5, 6, 7, 8, 9, 10, 11 y 12) y mezcla (canciones 1, 3, 8, 9 y 10)
- Alan Moulder — mezcla	(canciones 2, 5 y 12)
- Kenta Yonesaka — asistente de ingeniería (canciones 5 y 12)
- Catherine Marks — ingeniero de mezcla (canción 2)
- John Catlin — ingeniero de mezcla (canción 2)
- Felix Rashman — asistente de mezcla (canción 2)

### Diseño
- Warren Fu — dirección de arte y diseño
- Martin Gomez — arreglos
- Williams + Hirakawa — fotografía
- Wyatt Boswell — fotografías adicionales
- Kristen Yiengst — producción de arte y fotografía
- Doug Joswick — producción de paquetería